# Paul Deman
Paul Deman (25. april 1889 – 31. juli 1961) var en belgisk landevejscykelrytter. Han blev den første vinder af Flandern Rundt, som han vandt i 1913.